# 史密斯标准形
数学中，史密斯标准形（SNF）是适用于所有元素都位于主理想域（PID）的矩阵的标准形（不必是方阵）。史密斯标准形是对角矩阵，可以从原始矩阵左右乘可逆方阵得到。特别地，整数构成一个PID，所以总可以计算出任何整数矩阵的史密斯标准形。史密斯标准形对于处理PID上的有限生成模，尤其是推导自由模之商的结构时非常有用。史密斯标准形得名于爱尔兰数学家Henry John Stephen Smith。

## 定义
令A为主理想域R上的非零m×n矩阵。存在可逆{\displaystyle m\times m}、{\displaystyle n\times n}方阵S, T（系数在R中），使得它们的积S A T为
{\displaystyle {\begin{pmatrix}\alpha _{1}&0&0&&\cdots &&0\\0&\alpha _{2}&0&&\cdots &&0\\0&0&\ddots &&&&0\\\vdots &&&\alpha _{r}&&&\vdots \\&&&&0&&\\&&&&&\ddots &\\0&&&\cdots &&&0\end{pmatrix}}.}
对角元素{\displaystyle \alpha _{i}}满足{\displaystyle \forall 1\leq i<r,\ \alpha _{i}\mid \alpha _{i+1}}。这就是矩阵A的史密斯标准形。元素{\displaystyle \alpha _{i}}在乘法意义上是唯一的，是可逆元，称为基本除子、不变量或不变因子。它们的计算公式为
{\displaystyle \alpha _{i}={\frac {d_{i}(A)}{d_{i-1}(A)}},}
其中{\displaystyle d_{i}(A)}（即第i个行列式因子）等于矩阵A 所有{\displaystyle i\times i}子式的行列式的最大公因数，且{\displaystyle d_{0}(A):=1}。

## 算法
第一个目标是找到可逆方阵{\displaystyle S}、{\displaystyle T}使得{\displaystyle SAT}为对角阵。这是算法中最难的部分。一旦实现了对角化，将矩阵转化为史密斯标准形就相对简单了。更抽象地说，我们的目标是证明{\displaystyle A}可以视为从{\displaystyle R^{n}}（秩为{\displaystyle n}的自由{\displaystyle R}-模）到{\displaystyle R^{m}}（秩为{\displaystyle m}的自由{\displaystyle R}-模）的映射，且有同构{\displaystyle S:R^{m}\to R^{m}}、{\displaystyle T:R^{n}\to R^{n}}，使得{\displaystyle S\cdot A\cdot T}具有对角矩阵的简单形式。{\displaystyle S}、{\displaystyle T}可用以下方法得到：从适当大小的单位阵开始，每次在算法中对{\displaystyle A}进行行运算时，都将相应的列运算施于{\displaystyle S}（例如，若{\displaystyle A}的{\displaystyle i}行加在{\displaystyle j}行上，则{\displaystyle S}的{\displaystyle i}列应减去{\displaystyle j} ，以保持乘积不变），同理，每次列运算都相应地修改{\displaystyle T}、由于行运算是左乘，列运算是右乘，这也就保持了{\displaystyle A'=S'\cdot A\cdot T'}不变，其中{\displaystyle A',S',T'}表示当前值，{\displaystyle A}表示原矩阵；最终，不变式中的矩阵变为对角阵。
对于{\displaystyle a\in R\setminus \{0\}}，记{\displaystyle \delta (a)}为{\displaystyle a}的素因子数（素因子存在且唯一，因为PID都是唯一分解整环） 。特别地，{\displaystyle R}也是贝祖环，因此是GCD环，任意两元素的gcd满足贝祖等式。
要将矩阵转为史密斯标准形，可以重复应用下面的公式，其中{\displaystyle t}从1到{\displaystyle m}循环。

### 第一步：选择主元
择{\displaystyle j_{t}}为{\displaystyle A}中非零元所在的最小列数，若{\displaystyle t>1}则从第{\displaystyle j_{t-1}+1}列开始搜索。
我们希望{\displaystyle a_{t,j_{t}}\neq 0}；若是这种情况，这步就完成了。否则，根据假设，存在某个{\displaystyle k}，使{\displaystyle a_{k,j_{t}}\neq 0}，且我们可以交换{\displaystyle t}行与{\displaystyle k}行，得到{\displaystyle a_{t,j_{t}}\neq 0}。
现在我们选择的主元位于{\displaystyle (t,j_{t})}。

### 第二步：改进主元
若(k,jt)上有元素使{\displaystyle a_{t,j_{t}}\nmid a_{k,j_{t}}}，则令{\displaystyle \beta =\gcd \left(a_{t,j_{t}},a_{k,j_{t}}\right)}，根据贝祖性质我们知道R中存在σ、τ使
{\displaystyle a_{t,j_{t}}\cdot \sigma +a_{k,j_{t}}\cdot \tau =\beta .}
与适当的可逆阵L左乘，矩阵乘积的第t行是原矩阵第t行的σ倍与第k行的τ倍的和，乘积的第k行则是这些行的另一个线性组合，其他行则保持不变。若σ、τ满足上市，则对于{\displaystyle \alpha =a_{t,j_{t}}/\beta }和{\displaystyle \gamma =a_{k,j_{t}}/\beta }（根据β的定义，这样作商是可能的），可以得到
{\displaystyle \sigma \cdot \alpha +\tau \cdot \gamma =1,}
那么矩阵
{\displaystyle L_{0}={\begin{pmatrix}\sigma &\tau \\-\gamma &\alpha \\\end{pmatrix}}}
可逆，其逆为
{\displaystyle {\begin{pmatrix}\alpha &-\tau \\\gamma &\sigma \\\end{pmatrix}}.}
现在L可以通过将{\displaystyle L_{0}}放入单位阵的t~k行列来得到。根据构造，L左乘后得到的矩阵在(t,jt)的位置上有元素β（由于我们选择了α、γ，(k,jt)上也有元素0，虽然这对算法并不重要，但很有用）。这个新元素β除了原元素{\displaystyle a_{t,j_{t}}}，因此{\displaystyle \delta (\beta )<\delta (a_{t,j_{t}})}；因此重复这些步骤最后必须终止。最终得到的矩阵的(t,jt)元素除以了jt列的所有元素。

### 第三步：消除元素
最后，加上第t行的适当倍数，可以使jt列中除(t,jt)外的所有元素都变为零。这也可以通过左乘适当的矩阵来实现。不过，为使矩阵完全对角，还需消除(t,jt)所在行上的非零元素，这可以通过对列重复第二步中的算法来实现，并与得到的矩阵L的转置右乘。一般来说，这会导致之前应用第三步时消除的元素再次变为非零。
注意，对行列每次应用第二步的算法都必须减少{\displaystyle \delta (a_{t,j_{t}})}的值，因此这一过程须在一定迭代次数后终止，使矩阵中(t,jt)元素是所在行列中的唯一非零元。
这时，只需对(t,jt)右下方的A块进行对角化，从概念上讲这个算法可以递归应用，将块视为单独的矩阵。换句话说，可以将t增加1，然后回到第一步。

### 最后一步
将上述步骤用于结果矩阵的剩余非零列（如果有的话），最后得到{\displaystyle m\times n}矩阵，列为{\displaystyle j_{1}<\ldots <j_{r}}，其中{\displaystyle r\leq \min(m,n)}。矩阵非零元只有{\displaystyle (l,j_{l})}。
现在可以把空列向右移动，这样非零元就到了位置{\displaystyle (i,i)(1\leq i\leq r)}。简而言之，设{\displaystyle \alpha _{i}}为{\displaystyle (i,i)}上的元素。
对角元的可除性条件可能不能满足。{\displaystyle \forall i<r}使{\displaystyle \alpha _{i}\nmid \alpha _{i+1}}，可以只对{\displaystyle i}、{\displaystyle i+1}行列进行操作来弥补这一缺陷：首先将第{\displaystyle i+1}列加到{\displaystyle i}列，以在第i列得到{\displaystyle \alpha _{i+1}}元素而不影响{\displaystyle (i,i)}位置上的元素{\displaystyle \alpha _{i}}，然后应用行运算使{\displaystyle (i,i)}元素等于{\displaystyle \beta =\gcd(\alpha _{i},\alpha _{i+1})}，如第二步所述；最后按第三步方法，使矩阵再次对角化。由于{\displaystyle (i+1,i+1)}的新条目是原{\displaystyle \alpha _{i},\alpha _{i+1}}的线性组合，所以可以被β除。
{\displaystyle \delta (\alpha _{1})+\cdots +\delta (\alpha _{r})}的值不会因为上述操作而改变（它是上{\displaystyle r\times r}子阵的行列式的δ），因此操作确实（通过向右移动因子）减小了
{\displaystyle \sum _{j=1}^{r}(r-j)\delta (\alpha _{j}).}
所以，这算法只能应用有限次，意味着我们已经如愿得到了{\displaystyle \alpha _{1}\mid \alpha _{2}\mid \cdots \mid \alpha _{r}}。
由于所有行列运算都可逆，这就表明存在可逆方阵{\displaystyle m\times m}、{\displaystyle n\times n}S, T使乘积S A T满足史密斯标准形的定义。特别地，这表明史密斯标准形一定存在，无需证明。

## 应用
链复形的链模为有限生成模时，史密斯标准形对计算链复形的同调将十分有用。例如，拓扑学中，可用于计算整数上有限单纯复形或CW复形的同调，因为这种复形的边界映射的整数矩阵；还可用于确定主理想域上有限生成模结构定理中出现的不变因子，其中包括了有限生成阿贝尔群基本定理。
控制论中，史密斯标准形还用于计算传递函数矩阵的零点。

## 例子
求下列整数矩阵的史密斯标准形：
{\displaystyle {\begin{pmatrix}2&4&4\\-6&6&12\\10&4&16\end{pmatrix}}}
下面的矩阵是算法应用于上述矩阵的中间步骤。
{\displaystyle \to {\begin{pmatrix}2&0&0\\-6&18&24\\10&-16&-4\end{pmatrix}}\to {\begin{pmatrix}2&0&0\\0&18&24\\0&-16&-4\end{pmatrix}}}
{\displaystyle \to {\begin{pmatrix}2&0&0\\0&2&20\\0&-16&-4\end{pmatrix}}\to {\begin{pmatrix}2&0&0\\0&2&20\\0&0&156\end{pmatrix}}}
{\displaystyle \to {\begin{pmatrix}2&0&0\\0&2&0\\0&0&156\end{pmatrix}}}
所求史密斯标准形为
{\displaystyle {\begin{pmatrix}2&0&0\\0&2&0\\0&0&156\end{pmatrix}}}
不变因子为2、2、156。

## 矩阵相似
史密斯标准形可用于判定元素属于同一域的两个矩阵是否相似。具体来说，当且仅当特征矩阵{\displaystyle xI-A}、{\displaystyle xI-B}有相同的史密斯标准形时，A、B相似。
例如
{\displaystyle {\begin{aligned}A&{}={\begin{bmatrix}1&2\\0&1\end{bmatrix}},&&{\mbox{SNF}}(xI-A)={\begin{bmatrix}1&0\\0&(x-1)^{2}\end{bmatrix}}\\B&{}={\begin{bmatrix}3&-4\\1&-1\end{bmatrix}},&&{\mbox{SNF}}(xI-B)={\begin{bmatrix}1&0\\0&(x-1)^{2}\end{bmatrix}}\\C&{}={\begin{bmatrix}1&0\\1&2\end{bmatrix}},&&{\mbox{SNF}}(xI-C)={\begin{bmatrix}1&0\\0&(x-1)(x-2)\end{bmatrix}}.\end{aligned}}}
A、B相似是因为它们特征矩阵的史密斯标准形相同，而与C不相似，因为它们特征矩阵的史密斯标准形不同。